# Ainsley Harriott
Ainsley Denzil Dubriel Harriott, född 28 februari 1957 i London, är en brittisk (engelsk) kock och TV-profil med jamaicanskt påbrå. Han är främst känd för sin medverkan i matlagningsprogram för BBC, däribland Can't Cook, Won't Cook och Ready Steady Cook. Förutom sin karriär i TV har Harriott även skrivit flera böcker, alla inom ämnet matlagning.

## Filmografi (i urval)
| År         | Titel                                | Roll                   |
| ---------- | ------------------------------------ | ---------------------- |
| 1988       | Hale & Pace                          | Statist                |
| 1990–91    | Davro                                | Statist                |
| 1992–96    | Good Morning with Anne and Nick      | Kock                   |
| 1993       | Red Dwarf                            | Gelf Chief             |
| 1994–2010  | Ready Steady Cook                    | Kock och programledare |
| 1995–2000  | Can't Cook, Won't Cook               | Programledare          |
| 1997       | Ainsley's Barbecue Bible             | Programledare          |
| 1998       | Ainsley's Meals in Minutes           | Programledare          |
| 1999       | Ainsley's Big Cook Out               | Programledare          |
| 2000–2001  | Gourmet Express                      | Programledare          |
| 2000–2001  | Ready.. Set... Cook!                 | Programledare          |
| 2000       | The Ainsley Harriott Show            | Programledare          |
| 2003       | The Mark Steel Lectures              | Robert Boyle           |
| 2005–2007  | City Hospital                        | Programledare          |
| 2010, 2017 | Lorraine                             | Kock                   |
| 2013       | Great British Food Revival           | Programledare          |
| 2015       | Ainsley Harriott's Street Food       | Programledare          |
| 2015       | Strictly Come Dancing                | Tävlande               |
| 2015       | Len and Ainsley's Big Food Adventure | Programledare          |
| 2016       | The Best Dishes Ever                 | Berättare              |
| 2018       | Costa Del Celebrity                  | Huvudrollsinnehavare   |
| 2018-      | My World Kitchen                     | Berättare              |
| 2019       | Ainsley's Caribbean Kitchen          | Programledare          |
| 2019       | Ainsley's Market Menu                | Programledare          |
| 2020       | Ainsley’s Mediterranean Cookbook     | Programledare          |
| 2020       | Ainsley's Food We Love               | Programledare          |
| 2020       | Ainsley's Festive Food We Love       | Programledare          |